# 薩金特 (喬治亞州)
薩金特（英語：Sargent）是位於美國喬治亞州考維塔縣的一個非建制地區。該地的面積和人口皆未知。

## 地理
薩金特的座標為33°25′56″N 84°52′10″W / 33.43222°N 84.86944°W，而該地的平均海拔高度為236米（即774英尺）。